# Orlanka (rejon konyszowski)
Orlanka (ros. Орлянка) – osiedle typu wiejskiego w zachodniej Rosji, w sielsowiecie wablinskim rejonu konyszowskiego w obwodzie kurskim.

## Geografia
Osiedle położone jest nad Wablą (dopływ rzeki Prutiszcze w dorzeczu Sejmu), 1,5 km od centrum administracyjnego sielsowietu (Wabla), 18 km na północny zachód od centrum administracyjnego rejonu (Konyszowka), 56 km na północny zachód od Kurska.
W miejscowości znajdują się 22 posesje.
Klimat
Miejscowość, jak i cały rejon, znajduje się w strefie klimatu kontynentalnego z łagodnym ciepłym latem i równomiernie rozłożonymi opadami rocznymi (Dfb w klasyfikacji klimatów Köppena).

## Demografia
W 2010 r. miejscowość zamieszkiwało 12 osób.